# Dorfkirche Kuhz

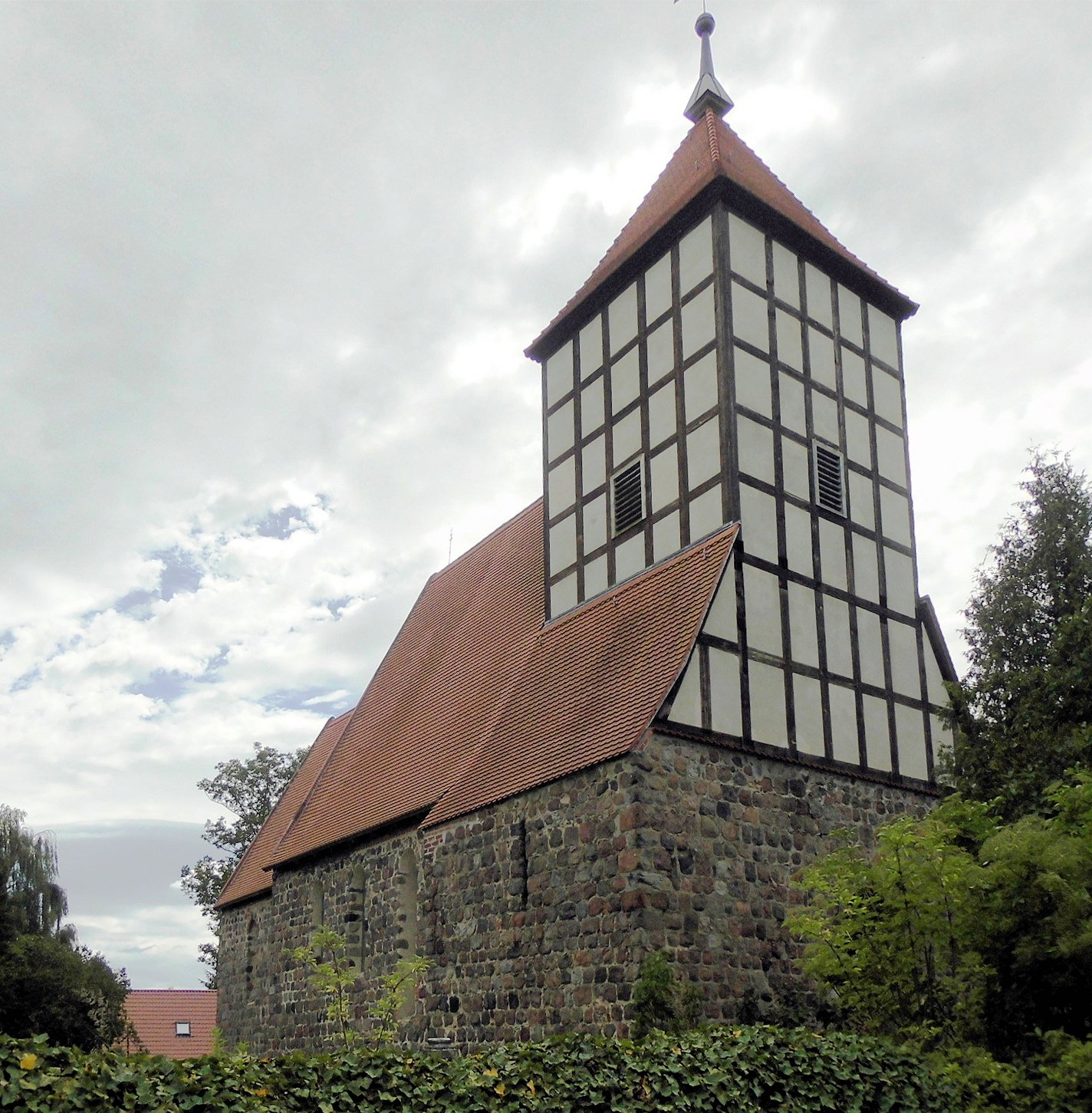
Dorfkirche Kuhz

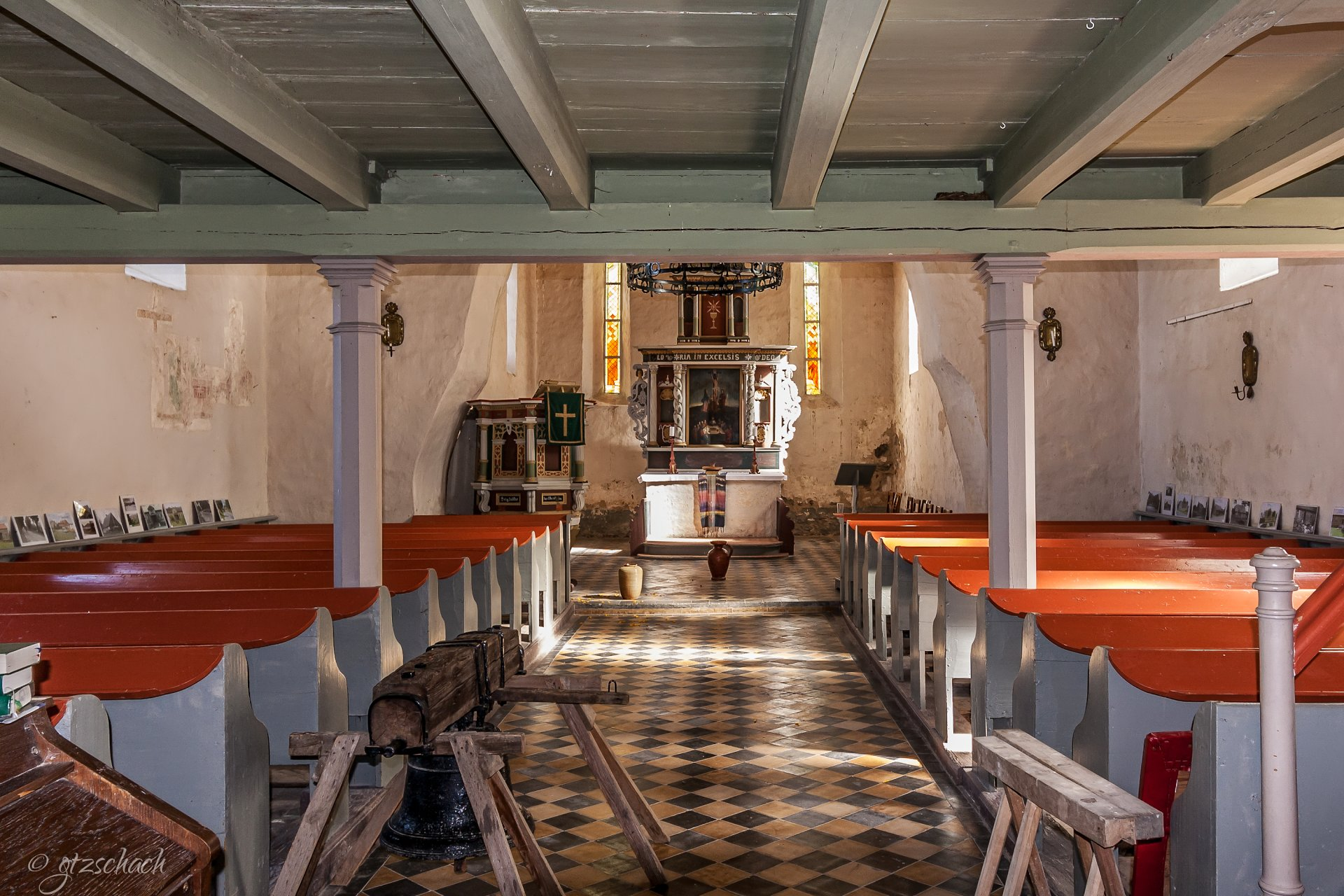
Innenansicht

Die evangelische Dorfkirche Kuhz ist eine frühgotische Saalkirche im Ortsteil Kuhz der Gemeinde Boitzenburger Land im Landkreis Uckermark in Brandenburg. Sie gehört zum Pfarrsprengel Gerswalde im Kirchenkreis Uckermark der Evangelischen Kirche Berlin-Brandenburg-schlesische Oberlausitz.

## Geschichte und Architektur
Die Kirche ist ein flachgedeckter rechteckiger Feldsteinsaal mit über die Schiffsbreite vorspringendem Westturm aus der zweiten Hälfte des 13. Jahrhunderts, der eingezogene Rechteckchor wurde erst in der zweiten Hälfte des 15. Jahrhunderts erbaut. Der Westgiebel und der Turmaufsatz aus Fachwerk stammen aus dem 18. Jahrhundert. Das Westportal ist zweifach gestuft, weitere Spitzbogenportale im Norden und Süden sind vermauert. Die schmalen Lanzettfenster sind unverändert; in der Ostwand ist eine gestaffelte Dreifenstergruppe, im Giebel ein vermauertes Kreisfenster und drei Spitzbogenblenden angeordnet. An der Südostecke befindet sich der ehemalige Sakristeianbau. Das Innere ist mit einer Balkendecke abgeschlossen und wird von einem spitzbogigen, im unteren Teil verbreiterten Triumphbogen gegliedert.
Die Spitzbogenöffnung vom Turm zum Schiff ist teilweise vermauert. Innen wurden 1999 künstlerisch wertvolle szenische und dekorative Wandmalereien vom Ende des 15. Jahrhunderts aufgefunden und teils freigelegt, die vermutlich Teil der Ausmalung nach der Fertigstellung des Bauwerks sind. Ein Förderkreis bemüht sich um die Restaurierung der Kirche.

## Ausstattung
Das Hauptstück der Ausstattung ist ein zweigeschossiger hölzerner Altaraufsatz von 1693, der nach einer verlorenen Inschrift von M. Feriderig und Christian Wegener geschaffen und 1971 restauriert wurde. Im von Säulchen gerahmten Mittelfeld ist ein Tafelbild mit Darstellungen von Abendmahl und Kreuzigung übereinander angebracht; in den seitlichen Schnitzwangen sind zwei unbeholfene Engelsköpfe dargestellt. Die hölzerne Kanzel von 1594 ist mit kannelierten Ecksäulchen und Beschlagwerkdekor verziert. Sechs Wandblaker aus Messing gehören dem Ende des 17. Jahrhunderts an. Eine Glocke  wurde 1709 von Johann Jacob Schultz gegossen.
Die Orgel mit neugotischem Prospekt auf der Westempore ist ein Werk von Friedrich Hermann Lütkemüller aus dem Jahr 1867. Sie hat sieben Register auf einem Manual und Pedal. 1997 wurde sie durch die Firma Eberswalder Orgelbauwerkstatt restauriert.